# Classe Talwar
La classe Talwar ou projet 11356 est une classe de frégates furtives lance-missiles conçues et construites par la Russie pour la marine indienne. Les frégates lance-missiles de la classe Talwar sont des versions améliorées des frégates de la classe Krivak III (projet 1135) utilisées par les garde-côtes russes. Cette conception est reprise pour la construction de la classe Amiral Grigorovitch de la marine russe. Huit bâtiments ont été construits en trois lots entre 1999 et 2025.
Conçu par Severnoye Design Bureau, le premier lot est construit par Baltic Shipyard et le second par Yantar Shipyard. Précédées par les frégates de la classe Brahmaputra, les frégates sont dotées de caractéristiques semi-furtives et d'un meilleur armement. La marine indienne possède actuellement huit de ces bâtiments et deux autres sont en construction dont 2 dans un chantier indien.

## Historique
Le 17 novembre 1997, la Russie et l'Inde signent un contrat d'un milliard de dollars pour trois frégates polyvalentes de classe Krivak III. La marine indienne voulait combler le vide créé par le déclassement des navires de la classe Leander jusqu'à l'entrée en service des frégates de la classe Shivalik.
Après la signature du contrat, le bureau d'études Severnoye mène une conception détaillée et le constructeur naval Baltisky Zavod de Saint-Pétersbourg commence les préparatifs de construction. Le projet implique environ 130 fournisseurs de Russie, d'Inde, de Grande-Bretagne, d'Allemagne, du Danemark, de Biélorussie, d'Ukraine et d'autres pays, dont plus de 30 organisations et instituts de conception navale basés à Saint-Pétersbourg.
La première frégate, l'INS Talwar, est livrée en mai 2002. La seconde, l'INS Trishul, est livrée en novembre 2002 et la troisième, l'INS Tabar, en mai 2003.
Le gouvernement indien signe un contrat de suivi pour l'achat de trois frégates supplémentaires le 14 juillet 2006. Ces navires sont construits au chantier naval Iantar à Kaliningrad. La livraison de la première frégate est prévue pour avril 2011. Ces navires sont équipés du missile de croisière antinavire supersonique BrahMos, remplaçant le système de missile Klub-N/3M54TE équipé sur les frégates Talwar, Trishul et Tabar.
En juillet 2012, India Today annonce le début de négociations sur l'achat de trois frégates supplémentaires de classe Talwar (n°7 à n°9).

## Nouvelles commandes
L'Inde et la Russie négocient la construction de quatre frégates de la classe Talwar supplémentaires pour la marine indienne. En septembre 2016, l'Inde acquiert deux navires de la classe Amiral Grigorovitch, deux autres seront construits en Inde. L'accord est signé en octobre 2016. Ces frégates sont basées sur la classe Talwar et devront être mises en service dans la marine russe. Mais à la suite du conflit ukrainien, l'Ukraine refuse la fourniture de matériels de constructions, notamment technologiques pour la fabrication des moteurs de la classe. Seuls deux des six navires sont mis en service par la Russie. En août 2017, le Conseil indien d'acquisition de défense (DAC) autorise l'achat de deux turbines à gaz à Zorya-Mashproekt en Ukraine pour les futurs navires en cours de construction en Russie,.
En octobre 2018, le ministère indien de la Défense signe un accord d'un montant de 950 millions de dollars pour l'acquisition de deux frégates de la classe Amiral Grigorovitch, l'Amiral Boutakov et l'Amiral Istomine,,. Les deux frégates seront livrées à la marine indienne d'ici 2022,.
Un contrat est signé entre Rosoboronexport et Goa Shipyard pour la construction de 2 frégates sous licence le 20 novembre 2018. Les deux frégates seront armées du système de missiles BrahMos et comprendront de nombreux équipements indiens et seront livrées d'ici 2027. Le contrat pour les deux navires est attribué à Goa Shipyard Limited par le gouvernement indien le 30 janvier 2019.
Les deux frégates en construction au chantier naval de Goa auront un contenu local plus important et seront baptisées frégate de classe Triput. La nouvelle classe de navires sera équipée d'un canon de calibre 76 mm fabriqué par BHEL.
La marine indienne reçoit l'INS Tushil en novembre 2024, tandis que l'INS Tamal est livré début 2025,.

## Navires de la classe
| Nom                   | N° de fanion | Constructeur    | Pose de la quille | Lancement        | Commission      | Port d'attache | Statut          |
| Lot 1                 | Lot 1        | Lot 1           | Lot 1             | Lot 1            | Lot 1           | Lot 1          | Lot 1           |
| --------------------- | ------------ | --------------- | ----------------- | ---------------- | --------------- | -------------- | --------------- |
| Talwar                | F40          | Baltiysky Zavod | 10 mars 1999      | 12 mai 2000      | 18 juin 2003    | Bombay         | Actif           |
| Trishul               | F43          | Baltiysky Zavod | 24 septembre 1999 | 24 novembre 2000 | 25 juin 2003    | Bombay         | Actif           |
| Tabar                 | F44          | Baltiysky Zavod | 26 mai 2000       | 25 mai 2001      | 19 avril 2004   | Bombay         | Actif           |
| Lot 2                 |              |                 |                   |                  |                 |                |                 |
| Teg                   | F45          | Yantar Shipyard | Juillet 2007      | 27 novembre 2009 | 27 avril 2012   | Mumbai         | Actif           |
| Tarkash               | F50          | Yantar Shipyard | Novembre 2007     | 23 juin 2010     | 9 novembre 2012 | Mumbai         | Actif           |
| Trikand               | F51          | Yantar Shipyard | 11 juin 2008      | 25 mai 2011,     | 29 juin 2013    | Mumbai         | Actif           |
| Lot 3                 |              |                 |                   |                  |                 |                |                 |
| Tushil                | F70          | Yantar Shipyard | 13 juillet 2013   | 28 octobre 2021  | 9 décembre 2024 |                | Actif           |
| Tamala                |              | Yantar Shipyard | 15 novembre 2013  |                  | 2025 (prévu)    | Essais en mer  |                 |
| Lot 4 (classe Triput) |              |                 |                   |                  |                 |                |                 |
| Triput                |              | Goa Shipyard    | 29 janvier 2021   |                  | 2026 (prévu)    |                | En construction |
| Indéterminé           |              | Goa Shipyard    | 18 juin 2021      |                  | 2026 (prévu)    |                | En construction |